# Anacamptis collina
Anacamptis collina (Banks & Sol. ex Russell) R.M.Bateman, Pridgeon & M.W.Chase – gatunek rośliny należący do rodziny storczykowatych (Orchidaceae Juss.). Występuje naturalnie na obszarze od basenu Morza Śródziemnego aż po południową część Turkmenistanu. Kwitnie od marca do maja.

## Rozmieszczenie geograficzne
Zasięg występowania obejmuje Portugalię, wybrzeże Morza Śródziemnego Hiszpanii i Francji, Włochy, Półwysep Bałkański, Grecję, Maltę, Turcję, Palestynę, Iran, Turkmenistan, Maroko, Algierię, Tunezję oraz Libię. 

## Morfologia
ŁodygaDorasta do 1 m wysokości.
LiścieSą podłużne, błyszczące i mają lancetowaty kształt.
KwiatyObupłciowe, zebrane w pojedyncze kwiatostany. Kwiatostan ma cylindryczny kształt i na ogół zawiera mniej niż 10 kwiatów. Warżka ma prostą formę. Płatki mają barwę od różowej do purpurowej oraz białą przy podstawie. Ostroga ma biało-purpurowy odcień. Jest krótka, gruba i skierowana w dół.
OwoceTorebka.

## Biologia i ekologia
Geofit korzeniowobulwiasty. Kwitnie dwa razy w okresie od stycznia do kwietnia.